# Aguti (rodzaj ssaków)
Aguti (Dasyprocta) – rodzaj ssaków z rodziny agutiowatych (Dasyproctidae). 

## Rozmieszczenie geograficzne
Rodzaj obejmuje gatunki występujące w Ameryce Środkowej (Meksyk, Belize, Gwatemala, Salwador, Honduras, Nikaragua, Kostaryka i Panama) i Południowej (Kolumbia, Wenezuela, Trynidad i Tobago, Gujana, Surinam, Gujana Francuska, Brazylia, Ekwador, Peru, Boliwia, Paragwaj i Argentyna). 

## Morfologia
Długość ciała (bez ogona) 435–760 mm, długość ogona 10–55 mm, długość ucha 30–50 mm, długość tylnej stopy 86–156 mm; masa ciała 0,6–6 kg. Mają worki policzkowe, małe, okrągłe uszy, bardzo krótki ogon oraz wąskie stopy zakończone kopytkowymi pazurami. Poszczególne gatunki ubarwione od rudawobrązowego do czarnego. Na futrze występują często pojedyncze pręgowane włosy, tworzące charakterystyczny wzór.

## Ekologia
Prowadzą nocny tryb życia. Ich pokarm stanowią różne owoce oraz liście. Niektóre gatunki żerują na plantacjach, m.in. bananów i trzciny cukrowej, wyrządzając na nich szkody.
Po około trzymiesięcznej ciąży, samica rodzi 2–4 młodych w jamie na dnie lasu.

## Systematyka
Rodzaj zdefiniował w 1811 roku niemiecki zoolog Johann Karl Wilhelm Illiger w książce swojego autorstwa poświęconej wczesnej klasyfikacji systematycznej w obrębie ssaków i ptaków. Illiger wymienił dwa gatunki – Mus Aguti Linnaeus, 1766 (= Mus leporinus Linnaeus, 1758) i Cavia Acuchi Illiger, 1811 (= Cavia acouchy Erxleben, 1777) – z których gatunkiem typowym jest (późniejsze oznaczenie) Mus Aguti Linnaeus, 1766 (= Mus leporinus Linnaeus, 1758) (aguti złocisty).

### Etymologia
- Dasyprocta: gr. δασύπρωκτος dasyprōktos ‘z włochatym zadem’, od δασυς dasus ‘włochaty, kudłaty’; πρωκτος prōktos ‘zad, odbyt’[14].
- Platypyga (Platipyga): gr. πλατυς platus ‘szeroki’; πυγη pugē ‘zad’[15].
- Cloromis (Chloromys): gr. χλωρος khlōros ‘zielonkawo-żółty’; μυς mus, μυος muos ‘mysz’[16]. Gatunek typowy: Cuvier w pierwotnym opisie nie wymienił żadnego gatunku.
- Cutia: anagram nazwy acuti (tupi akuti ‘uważny, czujny’)[17].
- Mamdasyproctaus: modyfikacja zaproponowana przez meksykańskiego przyrodnika Alfonso Luisa Herrerę w 1899 roku polegająca na dodaniu do nazwy rodzaju przedrostka Mam (od Mammalia)[18].

### Podział systematyczny
Do rodzaju należą następujące gatunki:
| Grafika | Gatunek                | Autor i rok opisu      | Nazwa zwyczajowa          | Podgatunki         | Rozmieszczenie geograficzne | Podstawowe wymiary                               | Status IUCN |
| ------- | ---------------------- | ---------------------- | ------------------------- | ------------------ | --- | ------------------------------------------------ | ----------- |
|         | Dasyprocta mexicana    | Saussure, 1860         | aguti meksykański         | gatunek monotypowy | endemit Meksyku (niziny w Veracruz, północnej Oaxace, północno-zachodnim Chiapas i zachodnim Tabasco; introdukowany na Kubie); zakres wysokości: 50–600 m n.p.m.                                                           | DC: 44–56 cm DO: 2–3 cm MC: 2–4 kg               | CR          |
|         | Dasyprocta punctata    | J.E. Gray, 1842        | aguti środkowoamerykański | gatunek monotypowy | od południowego Meksyku do Kolumbii (włącznie z wyspą Gorgona), zachodniej Wenezueli i północno-zachodniego Ekwadoru (na południe do Guayas); introdukowany na Kajmany; zakres wysokości: do 2400 m n.p.m.                 | DC: 48–60 cm DO: 2–5,5 cm MC: 3,2–4,2 kg         | LC          |
|         | Dasyprocta coibae      | O. Thomas, 1902        | aguti wyspowy             | gatunek monotypowy | endemit Panamy (wyspa Coiba) | DC: 43–45 cm DO: 3–4 cm MC: brak danych          | NT          |
|         | Dasyprocta ruatanica   | O. Thomas, 1901        | aguti honduraski          | gatunek monotypowy | endemit Hondurasu (wyspa Roatán) | DC: około 43 cm DO: brak danych MC: 0,6–4 kg     | EN          |
|         | Dasyprocta fuliginosa  | Wagler, 1832           | aguti czarny              | gatunek monotypowy | południowo-wschodnia Kolumbia, południowa Wenezuela, zachodnia Brazylia (na wschód do rzeki Negro i rzeki Madeira), wschodni Ekwador oraz wschodnie Peru (na północ od Junín); zakres wysokości: do 1000 m n.p.m.          | DC: 54–76 cm DO: 2–4 cm MC: 3,5–6 kg             | LC          |
|         | Dasyprocta leporina    | (Linnaeus, 1758)       | aguti złocisty            | gatunek monotypowy | północna Wenezuela (na wschód od jeziora Maracaibo), Trynidad i Tobago (wyspa Trynidad), region Gujana oraz Brazylia (na wschód od rzeki Negro, na południowy wschód do środkowego wybrzeża); introdukowany na Małe Antyle | DC: 47–65 cm DO: 1–3 cm MC: 2,1–5,9 kg           | LC          |
|         | Dasyprocta guamara     | Ojasti, 1972           | aguti deltowy             | gatunek monotypowy | endemit Wenezueli (znany tylko z dwóch miejsc z delty Orinoko) | DC: 47–56 cm DO: 2–2,3 cm MC: 3–4,4 kg           | NT          |
|         | Dasyprocta croconata   | Wagler, 1831           |                           | gatunek monotypowy | endemit Brazylii (na południe od rzeki Amazonka, od rzeki Tapajós na zachód od rzeki Tocantins, wyspy Marajó i Mexiana); zakres wysokości: 0–200 m n.p.m.                                                                  | DC: 46–56 cm DO: 1–2,5 cm MC: 2,2–2,8 kg         | DD          |
|         | Dasyprocta prymnolopha | Wagler, 1831           | aguti czarnozady          | gatunek monotypowy | endemit Brazylii (od wschodniej Pará wzdłuż wybrzeża do środkowo-wschodniej Bahii, w głąb lądu do wschodniego Tocantins i północnego Minas Gerais); zakres wysokości: 0–900 m n.p.m.                                       | DC: 45–52 cm DO: 1,8–3 cm MC: brak danych        | LC          |
|         | Dasyprocta iacki       | Feijó & Langguth, 2013 |                           | gatunek monotypowy | endemit Brazylii (wybrzeże Paraíby i Pernambuco)) | DC: 44–50 cm DO: brak danychbr>MC: 2,3–3,8 kg    | DD          |
|         | Dasyprocta variegata   | Tschudi, 1845          |                           | gatunek monotypowy | Peru (na wschód od Junín), zachodnia Brazylia (górny bieg rzeki Purús i rzeki Madera) oraz północna Boliwia (Pando i Beni)                                                                                                 | DC: 44–54 cm DO: 1,1–3,8 cm MC: 3–5,2 kg         | DD          |
|         | Dasyprocta kalinowskii | O. Thomas, 1897        | aguti Kalinowskiego       | gatunek monotypowy | endemit Peru (zlewnie rzek Urubamba i Marcapata na wschodnich zboczach Andów); zakres wysokości: 1000–2000 m n.p.m. | DC: około 63 cm DO: około 2,4 cm MC: brak danych | DD          |
|         | Dasyprocta azarae      | H. Lichtenstein, 1823  | aguti oliwkowy            | gatunek monotypowy | Brazylia (na południe od Bahii), Boliwia (na południe od rzeki Guaporé, na wschód od rzeki Beni), Paragwaj oraz Argentyna (Formosa, Corrientes i Misiones); zakres wysokości: 0–700 m n.p.m.                               | DC: 43–57 cm DO: 1–3,5 cm MC: 2,4–3,2 kg         | DD          |

Kategorie IUCN:  LC  – gatunek najmniejszej troski,  NT  – gatunek bliski zagrożenia,  EN  – gatunek zagrożony,  CR  – gatunek krytycznie zagrożony,  DD  – gatunki o nieokreślonym stopniu zagrożenia.